# Marcos Sampaio Olsen
Marcos Sampaio Olsen (né le 8 mars 1961) est un amiral brésilien et l'actuel commandant de la Marine brésilienne. 

## Biographie
Il entame sa carrière militaire en 1979 et est honoré du titre de Gardien de la Marine en 1982. Olsen exerce les fonctions de commandant du dragueur de mines NV Atalaia (M-17) et du sous-marin S Tapajó, ainsi que de second maître du sous-marin S Tamoio et du porte-avions NAe São Paulo,.
En 2011, Olsen est promu au grade de contre-amiral et a assume de nombreuses fonctions au sein de la Marine. En décembre 2017, Olsen est chargé de la Direction générale du développement nucléaire et technologique de la Marine, responsable de la planification et de la coordination de toutes les activités liées au développement de la technologie nucléaire.
Le 30 décembre 2022, alors que le président brésilien est Jair Bolsonaro, Olsen est nommé commandant de la Marine, officialisé le 5 janvier 2023 par le président Luiz Inácio Lula da Silva,.